# Agostino Trapè
Agostino Trapè, O.S.A. (Montegiorgio, 9 gennaio 1915 – Roma, 14 giugno 1987), è stato un presbitero e filosofo italiano, uno dei massimi studiosi del pensiero di sant'Agostino.

## Biografia
Nato a Montegiorgio nelle Marche il 9 gennaio del 1915, Trapè fu ordinato sacerdote a Roma il 15 luglio 1937. Si laureò in Teologia sistematica nel 1938 presso l'Università Gregoriana con una tesi intitolata Il concorso divino nel pensiero di Egidio Romano, pubblicata a Tolentino nel 1942.
Trapè fu professore presso la Pontificia Università Lateranense dal 1960 al 1983. 
Priore Generale dell'Ordine agostiniano dal 26 agosto 1965 al 10 settembre 1971, Agostino Trapè promosse la fondazione dell'Istituto Patristico Augustinianum.
Trapè ha fondato e diretto la "Nuova Biblioteca Agostiniana", che si occupa della pubblicazione dell'Opera Omnia di Sant'Agostino in edizione bilingue latino-italiano (Edita da Città Nuova), e la serie del "Corpus Scriptorum Augustinianorum", che pubblica le opere dei filosofi scolastici agostiniani.
Le sue opere sono state tradotte in varie lingue.

## Opere (selezione)
- Il concorso divino nel pensiero di Egidio Romano, Tolentino 1942;
- La doctrina de Seripando acerca de la concupiscencia, La ciudad de Dios 159 (1947), pp. 501-533. Traduzione italiana;
- Introduzione a S. Agostino e le grandi correnti della filosofia contemporanea. Atti del congresso Italiano di filosofia Agostiniana, Roma 20-23 ottobre 1954. Tolentino 1956, pp. X-XVI;
- Varro et Augustinus praecipui humanitatis cultores, Latinitas 23 (1975) 13-24;
- Augustinus et Varro, in Atti del Congresso internazionale di studi varroniani, Rieti 1976, pp. 553-563;
- Escatologia e antiplatonismo di Sant'Agostino, Augustinianum 18 (1978), 237-244;
- S. Agostino filosofo e teologo dell'uomo, Bollettino dell’Istituto di filosofia, Università di Macerata, anno accademico 1978-1979, pp. 89-104;
- S. Agostino: L'ineffabilità di Dio, in AA. VV. «La ricerca di Dio nelle religioni», EMI, Bologna, 1980;
- La Aeterni Patris e la filosofia cristiana di S. Agostino, in Atti del VIII Congresso Tomistico internazionale, Roma 1981, I, pp. 201-217;
- S. Agostino, l'uomo, il pastore, il mistico, Fossano, 1976; Roma, Città Nuova, 2001, 440 pp. [traduzione spagnola, Buenos Aires, 1984; tedesca, Monaco, 1984; Polacca, Varsavia, 1984; inglese, New York, 1986; francese, Parigi, 1988; ungherese, Budapest, 1987];
- S. Agostino, in Patrologia III, Casale Monferrato 1978, pp. 322-434 [traduzione spagnola, Madrid, 1981, pp. 405-553];
- Agostino d'Ippona, in Dizionario patristico e di antichità cristiana, Casale Monferrato, 1983, I, pp. 91-104. [traduzione spagnola. Ed. Sígueme. Salamanca, 1992, vol. II, pp. 1728-1730];
- Introduzione e commento alla Lettera apostolica «Hipponensem episcopum», Roma, 1988;
- Introduzione generale a sant'Agostino, Roma, 2006, pp. 380.